# Consell d'Afers Exteriors de la Unió Europea
El Consell d'Afers exteriors és una de les formacions internes en què es constitueix el Consell de la Unió Europea. La seva existència és obligada, per raó de la seva expressa previsió constitucional (art. 16.6 del Tractat de la Unió Europea). Les seves reunions se celebren una vegada al mes a la seu del Consell a Brussel·les o a Luxemburg.
El Consell d'Afers exteriors és a qui correspon elaborar l'acció exterior de la Unió atenent les línies estratègiques definides pel Consell Europeu, i vetllar per la seva coherència; és també a vegades responsable d'executar aquestes polítiques, especialment quan es donen en l'àmbit de la PESC (incloent la Política comuna de seguretat i defensa de la Unió Europea), si bé a través de la Comissió i de l'Alt Representant.
El Consell d'Afers exteriors és l'única formació del Consell que se sostreu del sistema de presidències rotatòries i disposa d'una presidència estable, que correspon amb caràcter nat a l'Alt Representant i Vicepresident per a Afers exteriors de la Comissió Europea, posat actualment exercit per la socialista britànica Catherine Ashton.
Fins a l'entrada en vigor l'1 de desembre de 2009 del Tractat de reforma institucional de la Unió Europea, aquesta formació va estar integrada en l'anterior Consell d'Assumptes Generals i Relacions Exteriors, que des de llavors ha quedat separat en dues formacions diferents: el Consell d'Afers exteriors i el Consell d'Afers Generals. Per la complexitat dels temes abordats, no és infreqüent que la seva habitual composició dels ministres d'afers exteriors de la Unió es vegi ocasionalment alterada; així, per tractar temes de comerç internacional o de desenvolupament, acudiran els ministres del ram concernits. Això és particularment accentuat en temes de política comuna de seguretat i defensa, on solen ser convocats els ministres de defensa dels Estats membres.

## Composició
| Govern representat              | Ministre                                                  | Partit nacional | Partit europeu                                 | Antiguitat              |
| ------------------------------- | --------------------------------------------------------- | --------------- | ---------------------------------------------- | ----------------------- |
| Unió Europea                    | Federica Mogherini AR i presidenta (sense vot)            | PD              | PES                                            | 1 de desembre de 2014   |
| Bèlgica                         | Didier Reynders                                           | MR              | ELDR                                           | 6 de desembre 2011      |
| Bulgària                        | Nikolaj Mladenow                                          | GERB            | PPE                                            | 27 de gener de 2010     |
| Dinamarca                       | Lene Espersen                                             | KF              | PPE                                            | 23 de febrer de 2020    |
| Alemanya                        | Heiko Maas                                                | SPD             | PES                                            | 14 de març de 2018      |
| Estònia                         | Urmas Paet                                                | RE              | ELDR                                           | 13 d'abril de 2005      |
| Finlàndia                       | Alexander Stubb                                           | Kokoomus        | PPE                                            | 4 d'abril de 2008       |
| França                          | Michelle Aliot-Marie                                      | UMP             | PPE                                            | 15 de novembre de 2010  |
| Grècia                          | Dimitris Droutsas                                         | PASOK           | PES                                            | 7 de septiembre de 2010 |
| Irlanda                         | Micheál Martin                                            | Fianna Fáil     | ELDR                                           | 7 de maig de 2008       |
| Itàlia                          | Franco Frattini                                           | PdL             | PPE                                            | 8 de maig de 2008       |
| Letònia                         | Maris Riekstins                                           | TP              | PPE                                            | 8 de noviembre de 2007  |
| Lituània                        | Audronius Ažubalis                                        | TS-LKD          | PPE                                            | 11 de febrero de 2010   |
| Luxemburg                       | Jean Asselborn                                            | CSVP            | PES                                            | 31 de juliol de 2004    |
| Malta                           | Borg                                                      | PN              | PPE                                            | 12 de març de 2008      |
| Països Baixos                   | Stef Blok                                                 | VVD             | ELDR                                           | 7 de març de 2018       |
| Àustria                         | Michael Spindelegger                                      | ÖVP             | PPE                                            | 2 de desembre de 2008   |
| Polònia                         | Radosław Sikorski                                         | PO              | PPE                                            | 16 de novembre de 2007  |
| Portugal                        | Luís Amado                                                | PS              | PES                                            | 3 de juliol de 2006     |
| Romania                         | Teodor Baconschi                                          | PD-L            | PPE                                            | 23 de desembre de 2009  |
| Suècia                          | Carl Bildt                                                | Moderaterna     | PPE                                            | 6 d'octubre de 2006     |
| Eslovàquia                      | Mikuláš Dzurinda                                          | SDKU            | PPE                                            | 8 de juliol de 2010     |
| Eslovènia                       | Samuel Žbogar                                             | SD              | PES                                            | 21 de novembre de 2008  |
| Espanya                         | Trinidad Jiménez                                          | PSOE            | PES                                            | 21 d'octubre de 2010    |
| Txèquia                         | Karl zu Schwarzenberg                                     | TOP 09          | Sense Partit                                   | 13 de juliol de 2010    |
| Hongria                         | János Martonyi                                            | Fidesz          | PPE                                            | 29 de maig de 2010      |
| Regne Unit                      | William Hague                                             | Conservatives   | Aliança de Conservadors i Reformistes Europeus | 12 de maig de 2010      |
| Xipre                           | Markos Kiprianu                                           | DIKO            | PES (associat)                                 | 3 de març de 2008       |
| Unió Europea (Comissió Europea) | Kristalina Georgieva Comissària de Cooperació (sense vot) | Independent     | Independent                                    | 9 de febrer de 2010     |